# Passaporto per la libertà
Passaporto per la libertà (Passaporte para Liberdade) è una miniserie televisiva drammatica brasiliana composta da 8 puntate, trasmessa su TV Globo dal 20 al 30 dicembre 2021. È stata creata da Mário Teixeira che ha anche firmato la sceneggiatura insieme a Rachel Anthony e Seani Soares. Diretta da Jayme Monjardim e prodotta da Estúdios Globo, Sony Pictures Television e Floresta , ha come protagonisti Sophie Charlotte, Rodrigo Lombardi e Peter Ketnath. È liberamente ispirata al libro del 2011 Justa ‒ Aracy de Carvalho e o resgate de judeus: trocando a Alemanha nazista pelo Brasil della saggista Mônica Raisa Schpun, basato sulla vera storia della diplomatica brasiliana Aracy de Carvalho, che per la sua opera a favore degli ebrei l'8 luglio 1982 divenne una delle personalità brasiliane onorate da Yad Vashem: fa parte dei Giusti tra le nazioni.
In Italia la miniserie è andata in onda in prima serata su Canale 5 dal 24 novembre al 9 dicembre 2022.

## Trama
Nel 1935 Aracy de Carvalho lascia il paese natale per la Germania e ottiene un posto nel dipartimento passaporti del consolato brasiliano ad Amburgo. Qui riesce a salvare molti ebrei dal carcere e dall'Olocausto, facilitando il rilascio dei visti per il Brasile. Allo scrittore João Guimarães Rosa viene chiesto di essere il vice console del Brasile: l'uomo incontra Aracy nel suo primo giorno di lavoro e se ne innamora immediatamente. Si rende però conto che Aracy sta nascondendo qualcosa. e quindi la interroga. La donna gli spiega tutto il suo piano, sia pure tra molte esitazioni, ma finisce per convincersi che sia la cosa giusta da fare. Aracy suscita anche l'attenzione del nazista Thomas Zumkle, un importante capitano delle SS. Quest'ultimo diventa ossessionato dalla scoperta del segreto di Aracy e con le sue frequenti insinuazioni, oltre a infastidire quest'ultima, mette a repentaglio tutto l'aiuto che la donna offre agli ebrei.

## Episodi
| Stagione       | Episodi | Prima TV Brasile | Prima TV Italia |
| -------------- | ------- | ---------------- | --------------- |
| Prima stagione | 8       | 2021             | 2022            |

## Personaggi e interpreti

### Personaggi principali
- Aracy de Carvalho, interpretata da Sophie Charlotte, doppiata da Ilaria Latini.
- João Guimarães Rosa, interpretato da Rodrigo Lombardi, doppiato da Francesco Prando.
- Thomas Zumkle, interpretato da Peter Ketnath, doppiato da Gabriele Sabatini.
- Milton Hardner, interpretato da Stefan Weinert, doppiato da Antonio Sanna.
- Karl Schaffer, interpretato da Tomas Sinclair Spencer, doppiato da Francesco De Francesco.
- Taibele Bashevis / Vivi Krüger, interpretata da Gabriela Petry, doppiata da Francesca Manicone.
- Margarethe Levy, interpretata da Izabela Gwizdak, doppiata da Valentina Mari.
- Helena Krik, interpretato da Sivan Mast.
- Joaquim Antônio de Souza Ribeiro, interpretato da Tarcísio Filho, doppiato da Paolo Marchese.
- Eduardo "Edu" de Carvalho Tess, interpretato da Theo Medon.
- Rudi Katz, interpretato da Jacopo Garfagnoli.
- Tina Fallada, interpretata da Aryè Campos, doppiata da Daniela Calò.
- Samuel Bashevis, interpretato da Phil Miler.
- Hugo Levy, interpretato da Bruce Gomlevsky.
- Batsheva, interpretata da Helena Varvaki.
- Mendel Krik, interpretato da Jimmy London.
- Mina Schwartz, interpretata da Fabiana Gugli.
- Adolf Hitler, interpretato da Ranieri Gonzalez.

### Personaggi ricorrenti
- Wilfried Shwartz, interpretato da João Côrtes.
- Sonja Katz, interpretata da Camilla Lecciolli.
- Tenente Grass, interpretato da Pierre Baitelli.
- Comandante Heinz, interpretato da Brian Townes.
- Bohm, interpretato da David Wendefilm.
- Agente Krause, interpretato da Ivo Müller.
- Heidrich, interpretato da Bastian Thurner.
- Eichman, interpretato da André Dias.
- Agente Karlson, interpretato da J.G. Franklin.
- Aribert Brunner / Alois Brunner, interpretato da Olé Erdmann.
- Helmut, interpretato da Bruno Sigrist.
- Clara Katz, interpretata da Daniela Galli.
- Sr. Katz, interpretato da Isio Ghelman.
- Ludo Hass, interpretato da João Velho.
- Khaled, interpretato da Kaysar Dadour.
- Max Hensel, interpretato da Charles Paraventi.
- Direttore Herbert, interpretato da Eduardo Semerjian.
- Günter Schmidt, interpretato da Hugo Bonemer.
- Ufficiale Schulz, interpretato da Emiliano Ruschel.
- Ozer, interpretato da Miguel Nader.
- Carlos Martins, interpretato da Cristiano Garcia.
- Liselotte, interpretata da Anne Marques.
- Hans, interpretato da Nicolas Ahnert.
- Consuela Anita, interpretata da Clarice Alves.

## Distribuzione

### Brasile
In Brasile la miniserie, composta da 8 puntate la cui durata varia dai 41 ai 49 minuti ciascuna, è andata in onda su TV Globo dal 20 al 30 dicembre 2021.

### Italia
In Italia la miniserie è andata in onda in prima serata su Canale 5 dal 24 novembre al 9 dicembre 2022: giovedì 24 novembre sono andate in onda due puntate, mentre giovedì 1º e venerdì 9 dicembre sono andate in onda tre puntate.

## Produzione
La miniserie è stata creata da Mário Teixeira, diretta da Jayme Monjardim e prodotta da Estúdios Globo, Sony Pictures Television e Floresta.

### Sviluppo
La miniserie è vagamente basata sul libro del 2011 Justa ‒ Aracy de Carvalho e o resgate de judeus: trocando a Alemanha nazista pelo Brasil, della storica Mônica Schpun. L'opera aveva i diritti acquisiti dalla produzione e appare nei titoli di coda come fonte della serie. Inoltre, La miniserie è la prima produzione di TV Globo interamente parlata in inglese.
La miniserie prima del titolo definitivo, aveva titoli provvisori come Aracy, o Anjo de Hamburgo e O Anjo de Hamburgo. Nel mese di maggio 2019, Globo ha stretto una partnership con Sony Pictures Television e la società di produzione Floresta, per co-produrre la miniserie.
Il titolo ufficiale Passaporte para Liberdade è stato ufficializzato nel settembre 2021 dopo la pubblicazione di uno studio degli storici Fábio Koifman e Rui Afonso in Judeus no Brasil: História e Historiografia, che mette in discussione il gesto di eroismo da parte dei dipendenti del brasiliano consolato ad Amburgo. Dagli archivi del ministero degli affari esteri, gli storici hanno concluso che nessun visto irregolare o illegalità è stato praticato dal servizio consolare della rappresentanza brasiliana ad Amburgo durante il periodo in cui viene concesso l'aiuto umanitario agli ebrei perseguitati. I visti sono stati rilasciati secondo le determinazioni dell'Itamaraty ed è stato rispettato solo quanto previsto dalla legislazione brasiliana. Aracy de Carvalho non aveva il potere di rilasciare visti o condizioni per manometterli, poiché non era una diplomatica ma una dipendente assunta. La tesi è stata difesa dagli storici sin dall'annuncio della produzione della miniserie, nel 2018.
La ricerca della storica Mônica Raisa Schpun, basata su archivi brasiliani, tedeschi e israeliani, conferma invece che Aracy de Carvalho aiutò gli ebrei tedeschi a emigrare in Brasile, in alcuni casi infrangendo alcune regole e mantenendo un collettivo dialogo con i leader della comunità ebraica di Amburgo.

### Riprese
La produzione della miniserie è iniziata nel mese di febbraio 2018, ma è stata ritardata più volte per motivi burocratici. Successivamente le riprese sono iniziate nel mese di febbraio 2020, ma un mese dopo la produzione è stata interrotta a causa della pandemia di COVID-19. Un anno dopo, più precisamente dal 13 febbraio 2021, la produzione ha deciso di riprendere le riprese, che si sono concluse nel mese di maggio dello stesso anno. Le riprese si sono svolte tra Rio de Janeiro e Buenos Aires.

### Casting
Alice Braga e Rodrigo Santoro sono stati i primi nomi presi in considerazione, per interpretarne i protagonisti. Ma per motivi di programmazione, non hanno raggiunto un accordo con la rete. Bruna Marquezine è stata persino considerata la protagonista, ma ha rifiutato l'invito. Poi Sophie Charlotte e Mateus Solano hanno assunto i ruoli, ma poco dopo quest'ultimo ha lasciato il cast a causa dei rinvii del progetto, così è stato sostituito da Rodrigo Lombardi.
Fernanda Montenegro, Tony Ramos, Juliana Paes, Reynaldo Gianecchini, Cássio Gabus Mendes, Dan Stulbach, Thiago Fragoso e Jayme Matarazzo erano stati presi in considerazione per il cast durante la pre-produzione. Ma a causa dei rinvii delle registrazioni, sono poi stati ricollocati in altri prodotti dell'emittente.

## Accoglienza

### Ricezione
Nel suo primo capitolo, la miniserie ha vinto 11 punti nella Regione Metropolitana di San Paolo. Il secondo capitolo, invece, ha registrato 10,7 punti, superando i tassi delle repliche della telenovela brasiliana Verdades Secretas, oltre a superare la programmazione delle reti concorrenti, RecordTV e SBT.

## Riconoscimenti
Festival di New York
- 2022: Premio come Migliori effetti visivi a Jayme Monjardim[35]

Premio dell'associazione dei critici d'arte di San Paolo
- 2022: Premio come Miglior miniserie per Passaporto per la libertà (Passaporte para Liberdade)

Premio televisivo dell'APCA
- 2021: Premio come Miglior miniserie a Mário Teixeira[36][37]